# Труа
Труа́ (фр. Troyes, МФА: [tʁwa]о файле) — коммуна на севере Франции на реке Сене, префектура (административный центр) департамента Об, историческая столица Шампани.
Имея численность населения в 60 750 жителей, город Труа занимает в регионе Гранд-Эст седьмое место по численности после Страсбурга, Реймса, Меца, Мюлуза, Нанси и Кольмара, но перед Шарлевиль-Мезьер и Шалон-ан-Шампань. Труа также является центром агломерации общей численностью 180 000 человек по состоянию на 2014 год, которая протянулась на 15 километров вдоль русла реки Сены.
Богатое историческое прошлое Труа, начиная с поселения племени трикассов, отражения нашествия гуннов в битве на Каталаунских полях, церковные съезды (соборы), бракосочетание английского короля Генриха V и Екатерины Валуа, крупнейшие в ту эпоху шампанские ярмарки, и заканчивая освобождением города в ходе Второй мировой войны, а также богатейшее архитектурное наследие в виде множества зданий, охраняемых как Исторические памятники, всё это позволило удостоить Труа государственного статуса Город искусств и истории. Распространённое название единицы измерения массы, Тройская унция, возникло ещё в эпоху шампанских ярмарок по названию города Труа.
Текстильная промышленность развивалась в Труа начиная с XVIII века и считалась одним из исторических преимуществ экономики Труа вплоть до 1960-х годов. Кроме того, Труа считается европейской столицей торговых аутлет-центров благодаря своим трём торговым центрам известных брендов. С туристической точки зрения главным преимуществом Труа остаётся река Сена, а также близость регионального природного парка Форе д’Ориан и водохранилища Лак д'Ориан. Город Труа расположен в центре департамента и вокруг него развивается всё больше мест для экотуризма.

## История
Как и у многих других французских городов, название Труа производно от кельтского племени — в данном случае трикассов (фр.). В I веке до н. э. завоёван Юлием Цезарем. В 451 году местный епископ Луп организовал оборону города от гуннов. В 889 году разорён норманнами.
В Средние века Труа становится резиденцией феодальных графов, которые правили всей Шампанью. Город украсился многочисленными церквями и богадельнями, а многолюдные ярмарки сделали его одним из самых процветающих центров средневековой Европы. Он дал название тройской системе весов.
В аббатстве святого Лупа действовал крупный скрипторий. В 1129 году в Труа заседал церковный собор (фр.), принявший устав ордена тамплиеров. В 1420 году в Труа заключён англо-французский договор, едва не закончивший Столетнюю войну. В 1429 году в Труа чествовали его освободительницу — Жанну д’Арк.
В XVI веке, особенно после страшного пожара 1524 года, Труа теряет былое торговое значение. Основой хозяйства становится чулочное производство. Во время религиозных войн местные гугеноты не раз подвергались репрессиям. После отмены Нантского эдикта в 1685 году предприимчивые кальвинисты покинули Шампань, что сильно затормозило его промышленное развитие.

## Экономика
Ещё с XII века в Труа развивалось текстильное производство. К началу XIX века здесь действовали сотни небольших мануфактур, снабжавших своей продукцией Францию и другие европейские страны. В 1914 году в городе функционировало 58 компаний, специализировавшихся на выпуске чулочно-носочных изделий. Начиная с 1970-х годов эту отрасль охватил кризис, многие фабрики закрылись, а некоторые фабричные здания были отреставрированы как памятники промышленной архитектуры и перепрофилированы в офисные центры или жилые здания с апартаментами-лофтами. Тем не менее, в городе до сих пор работают такие крупные производители текстиля как Lacoste (более 1000 работников), Petit Bateau, DD. На фабриках действуют гигантские магазины-аутлеты, популярные у туристов.
Помимо этого, в городе действуют фабрики: по производству шин (Kleber — Michelin), химическая (Magiline), бумажная и др.

## Транспорт

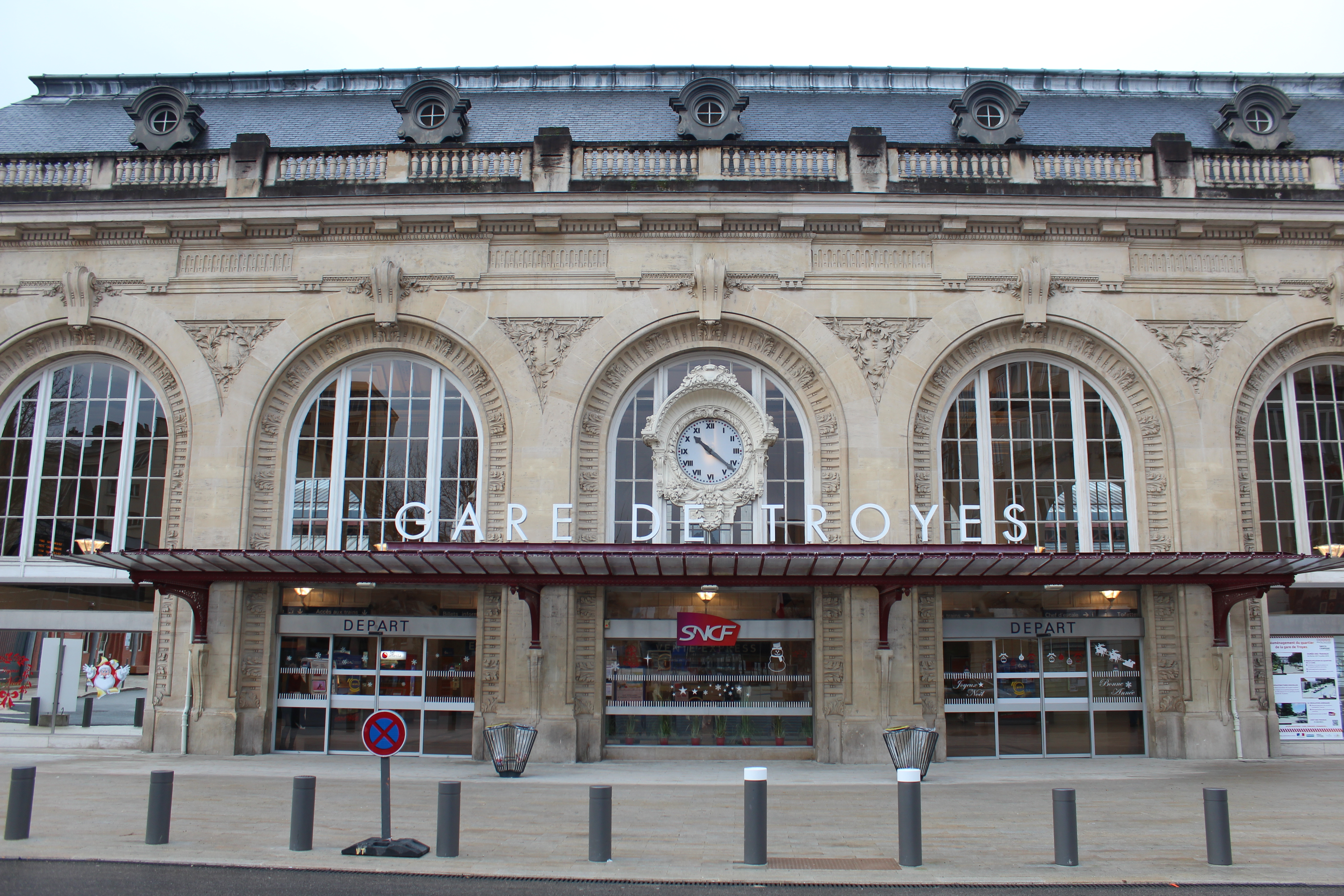
Станция Труа — главный вход в вокзал

Железнодорожный вокзал SNCF Труа находится в историческом центре города. Через него проходят маршруты как дальних поездов, обеспечивающих связь Труа с Парижем, Дижоном и Мюлузом, так и ряда региональных поездов TER.
Труа также находится на скрещении национальных автострад A5 (Париж — Труа — Лангр) и A26 (Кале — Реймс — Труа).
В двух километрах к северо-западу от Труа расположен аэропорт Труа-Барбери.

## Историческое наследие и культура

### Памятники и туристические объекты
Несмотря на войны и пожары, город смог сохранить своё обширное архитектурное наследие. В наше время множество зданий охраняется статусом национального исторического памятника. В городе Труа насчитывается 42 памятника, 35 из которых сосредоточены в центральном районе города, называемом «Пробка шампанского», а 21 памятник классифицирован по самому высокому разряду охраны.
Начиная с 1950-х годов в городе выполняется национальная программа организации Зон защиты архитектурного и природного наследия (ZPPAUP).

#### Городские особняки
Здание мэрии города Труа возводилось с 1624 года по 1672 год. Включённое в 1932 году в список исторических памятников, здание имеет в своём портике замечательно сохранившуюся статую «Минерва в шлеме», а также революционный лозунг в своей первоначальной форме: Единая неделимая республика — Свобода, равенство, братство, или смерть.
Особняк «Le Lion noir» (Чёрный Лев), располагающийся на улице Эмиля Золя (rue Émile-Zola) декорирован фасадом, типичным для эпохи Позднего возрождения. Большой редкостью является его винтовая лестница, большая часть здания сложена из камня той эпохи. Особняк принадлежал семье Юэ (фр. Huez). Сейчас он включён в предварительный список всемирного наследия XVI века.
В стенах особняка «Hôtel-Dieu-le-Comte» изначально находилась Графская городская больница; она была построена графом Шампани Генрихом I Щедрым и находилась в ведении монахинь Августинского ордена вплоть до Великой французской революции. Начиная с 1992 года здесь располагается университетский центр Труа.
В списке Исторических памятников также фигурируют здание префектуры департамента Об (XIX век, охраняется с 1988 года), особняк «Hôtel de Marisy» (охраняется с 1992 года), особняк «Hôtel de Mauroy» (охраняется с 1862 года).

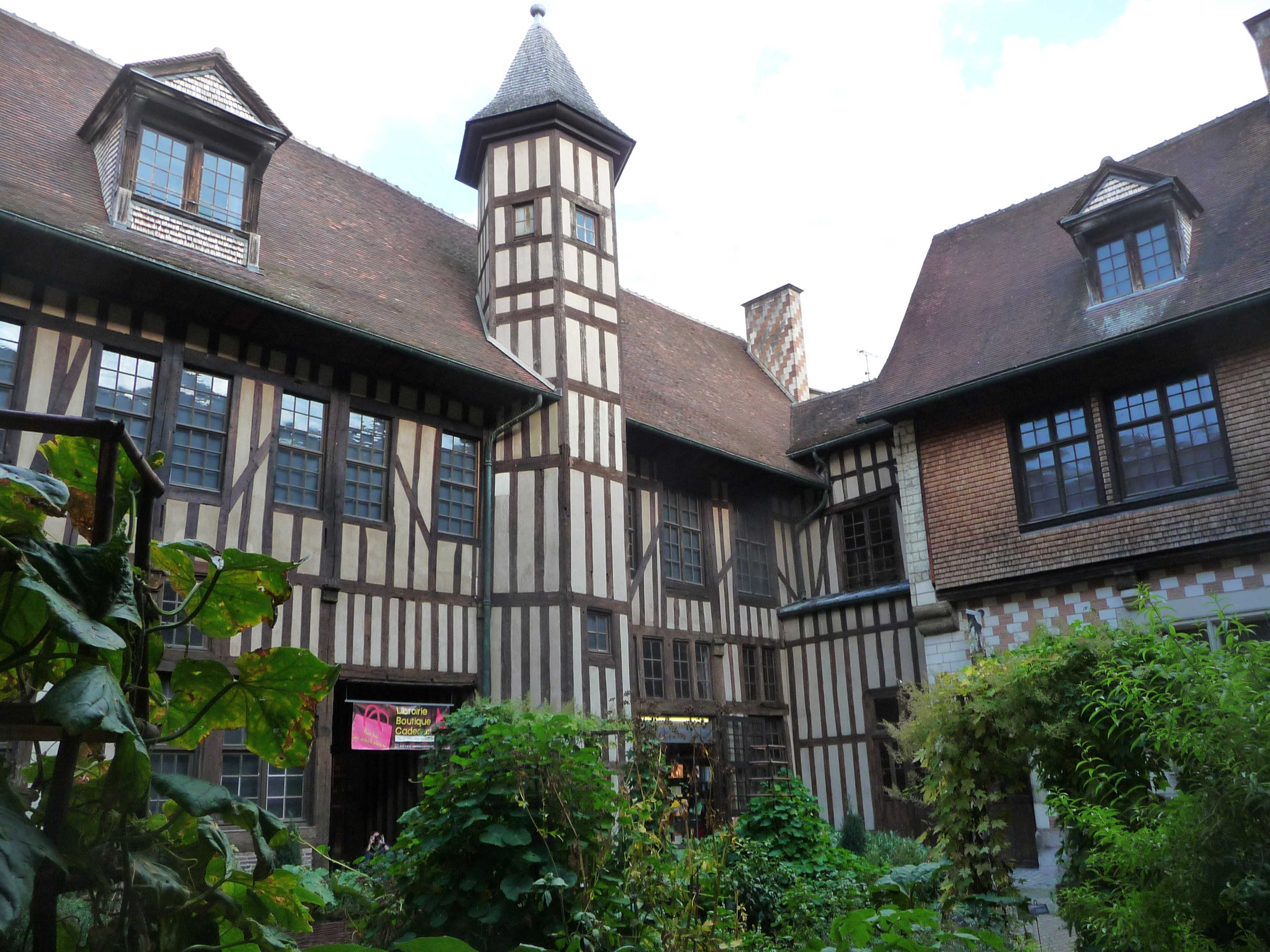
Особняк Hôtel de Mauroy
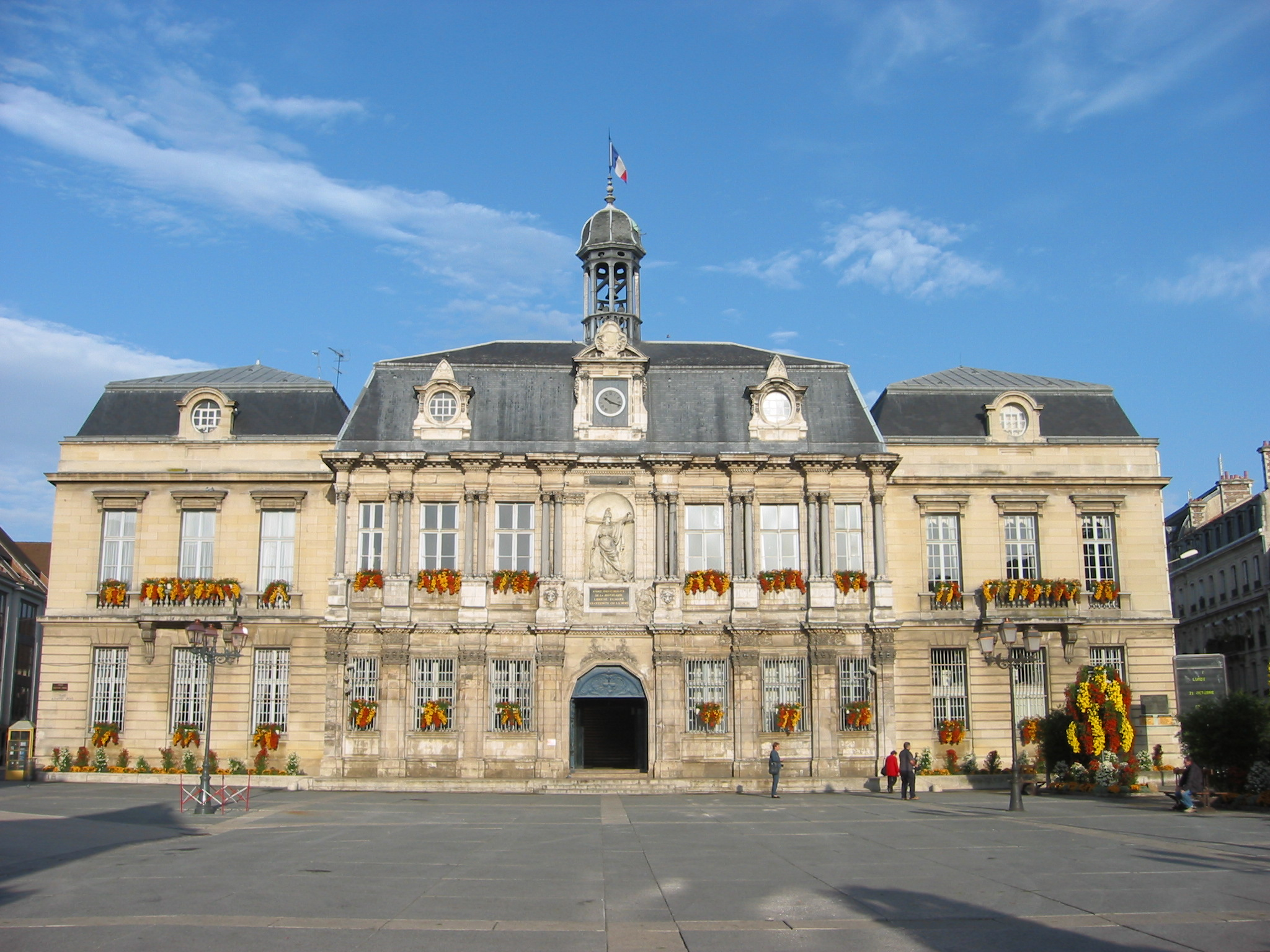
Здание мэрии Труа
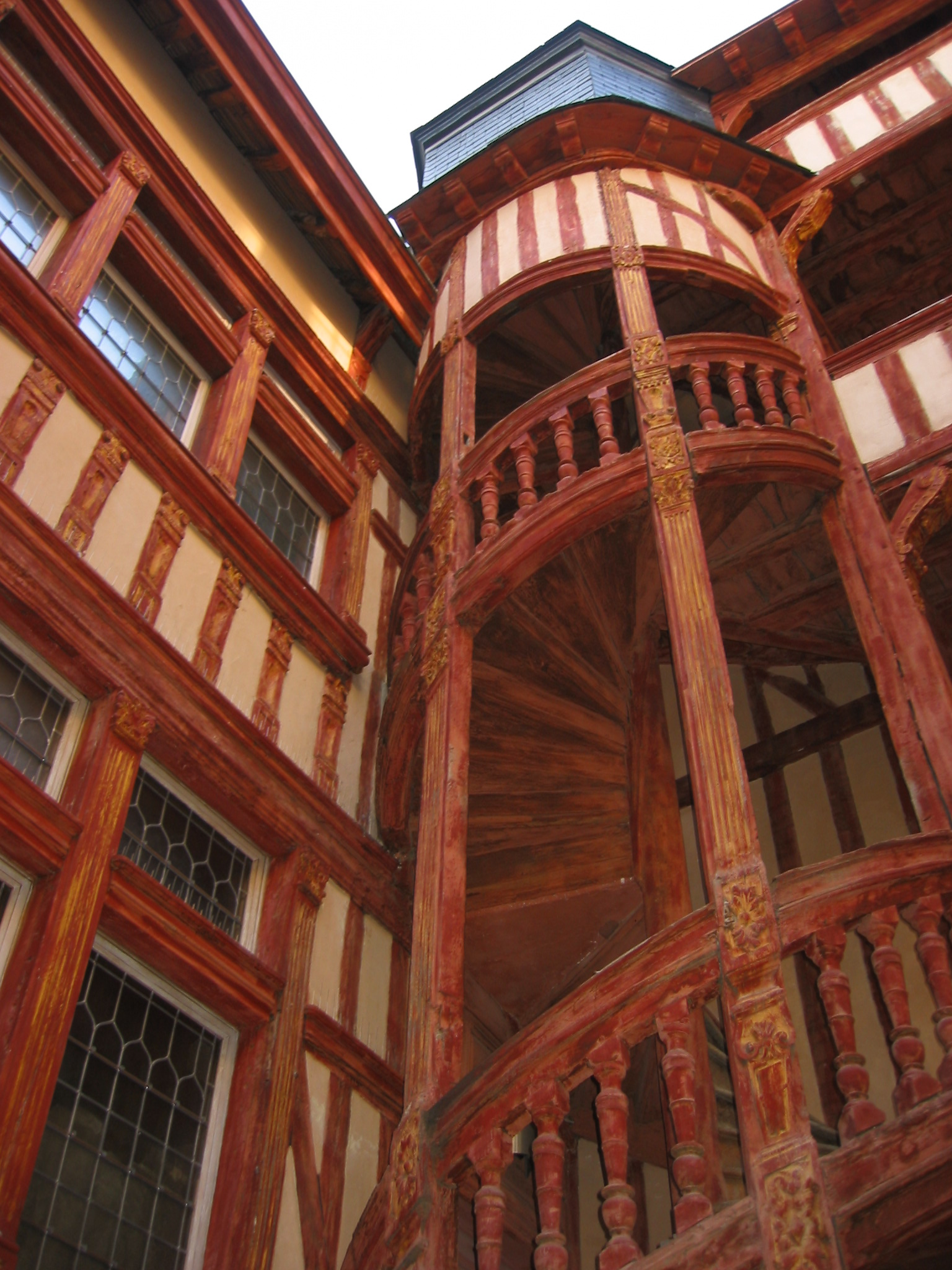
Особняк Hôtel du Lion noir

#### Религиозные здания
Из 25 церквей средневекового Труа сохранилось только десять. Многие украшены витражами и скульптурами начала XVI века:
Кафедральный собор Святых Петра и Павла, возведение которого было начато в 1208 году, является главным историческим памятником в Труа, а также центром диоцеза Труа. Сооружение собора проходило с XIII по XVII столетие. Собор украшен 180 витражами, хранит мощи святых Бернарда Клервоского и Малахии.
Готическое здание базилики Святого Урбана в Труа возводилось начиная с XIII века по инициативе папы Урбана IV, на том месте, где располагалась сапожная мастерская его отца. Она построена в готическом стиле XIII века, а её крыша покрыта глазурованной черепицей. Эта церковь стала базиликой в 1964 году, а в реестр исторических памятников здание было внесено ещё в 1840 году.
Построенная в XVI веке церковь Святого Низье (Никита Лионский) получила своё имя в честь мощей Святого Низье, помещённых сюда в VI веке. Церковь сооружена в готическом стиле и имеет множество выдающихся витражей, представляющих Иисуса, житие святых, предание о Трёх Мариях, а также сцены Страшного суда, и три скульптуры в которой датируются XVI веком. Здание было включено в реестр национальных исторических памятников в 1840 году.
В церкви Сен-Жан-дю-Марше (возведена в XIII веке, реконструирована в XVI веке) король Англии Генрих V сочетался браком с Екатериной Валуа, дочерью французского Карла VI Безумного и Изабеллы Баварской.
Наиболее древней в Труа (квартал Saint-Jean) является церковь Сен-Мадлен (фр. Sainte-Madeleine) (сооружённая в период с XIII по XVI век). Внимания достойны статуя Святой Марты и выдающийся витраж, представляющий Сотворение мира. Здание было включено в реестр национальных исторических памятников в 1840 году.
Позднеготическая церковь святого Ремигия известна своим гигантским 60-метровым шпилем.
В синагоге Труа раввин Раши создал влиятельную еврейскую школу, получившую общеевропейское признание. Синагога была реставрирована в XX веке. Она содержит фахверковый дом постройки XVI столетия и второй дом, датирующийся XVIII веком, в стиле Людовика XV).
В целом, в Труа насчитывается десять старинных религиозных сооружений, расположенных в центре города.

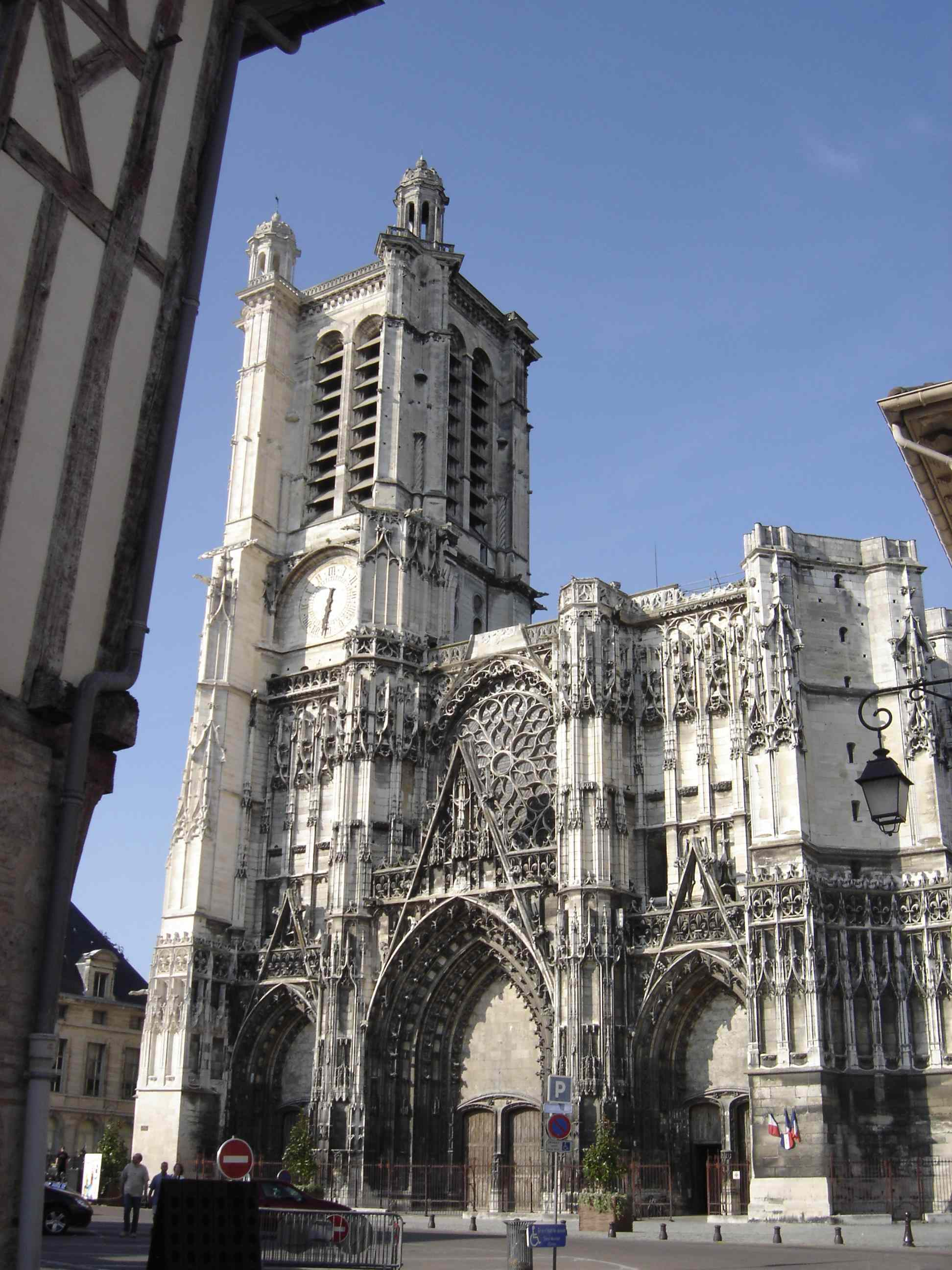
Кафедральный собор Святых Петра и Павла
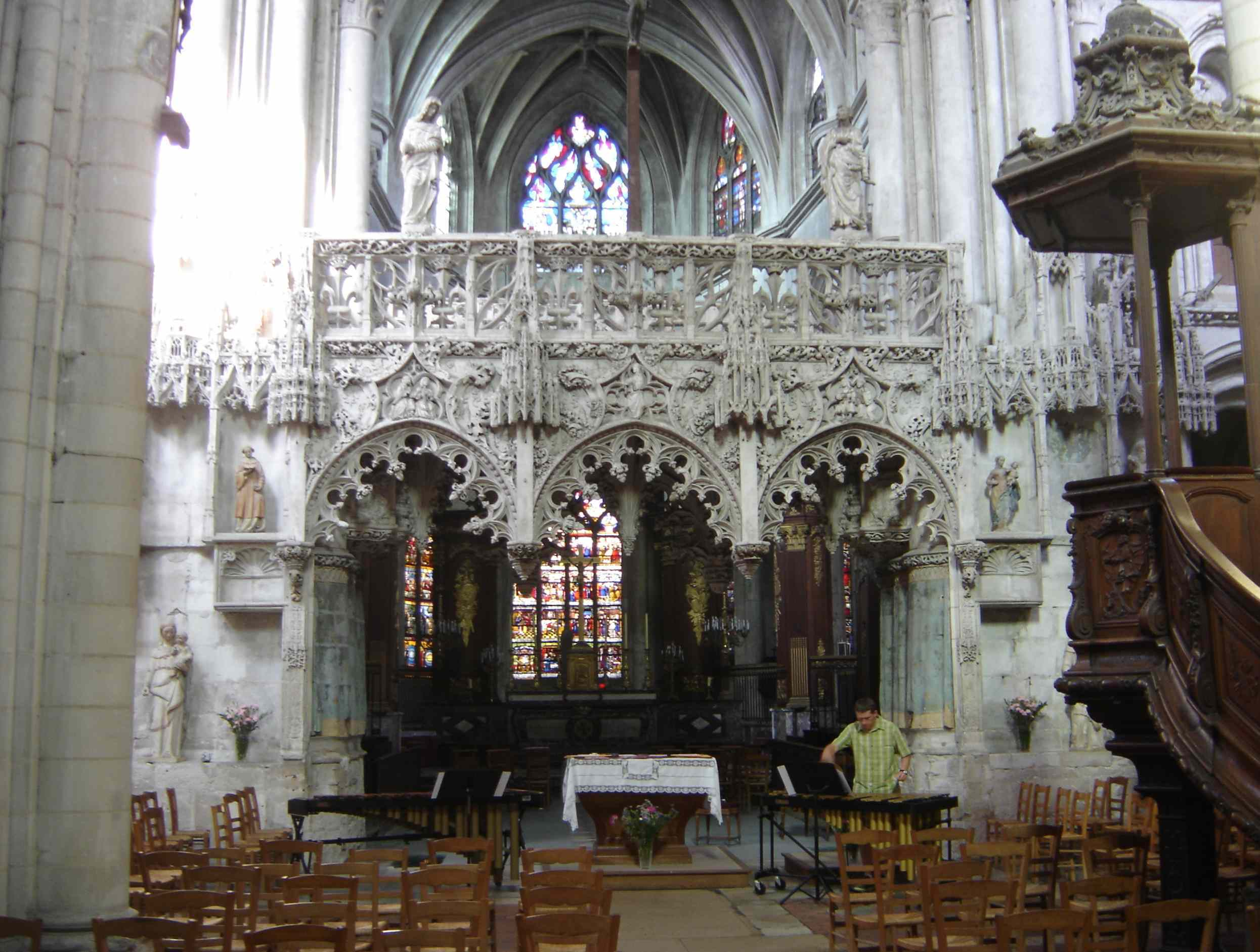
Церковь Сен-Мадлен
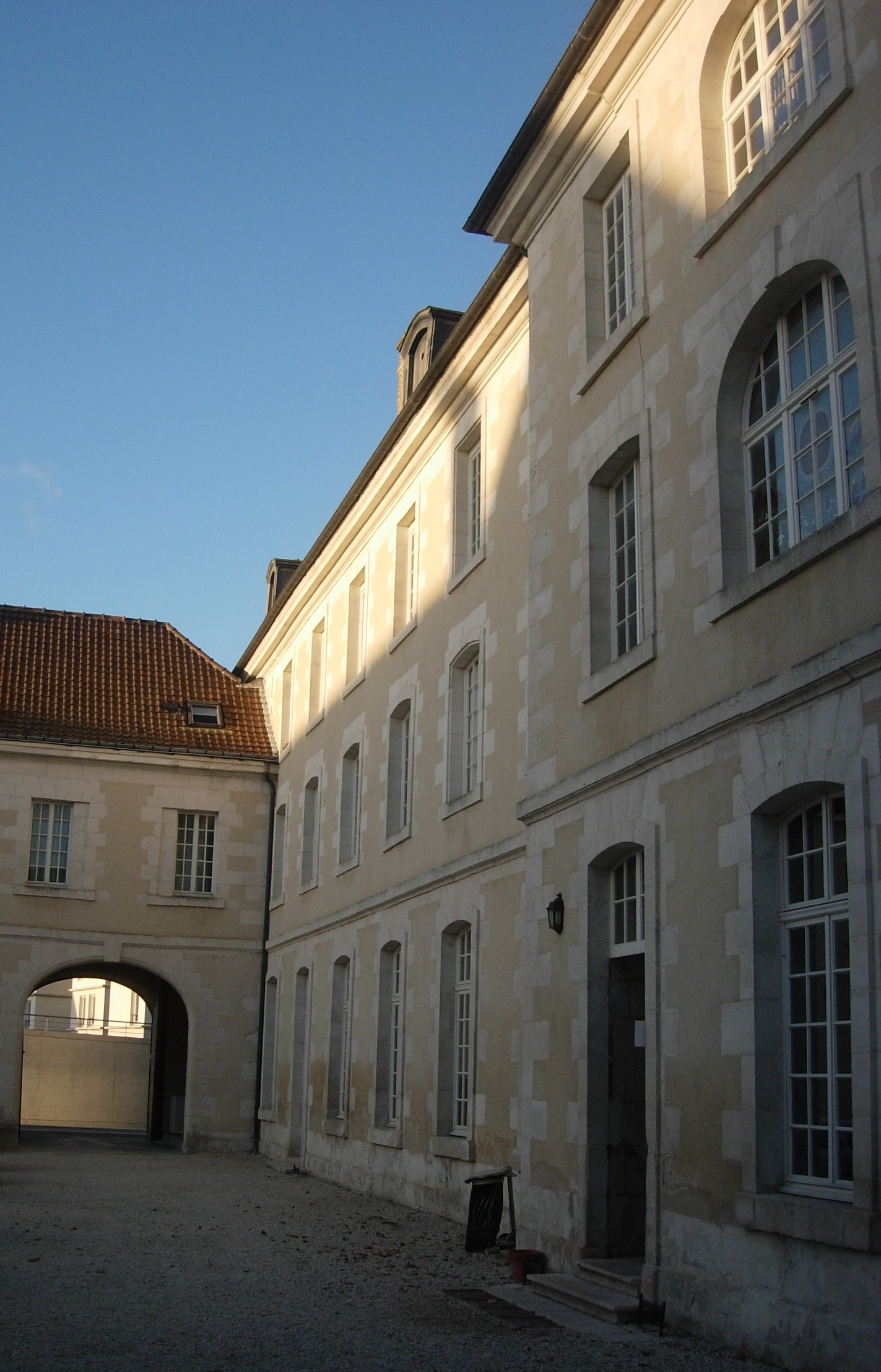
Прежняя Большая Семинария Труа
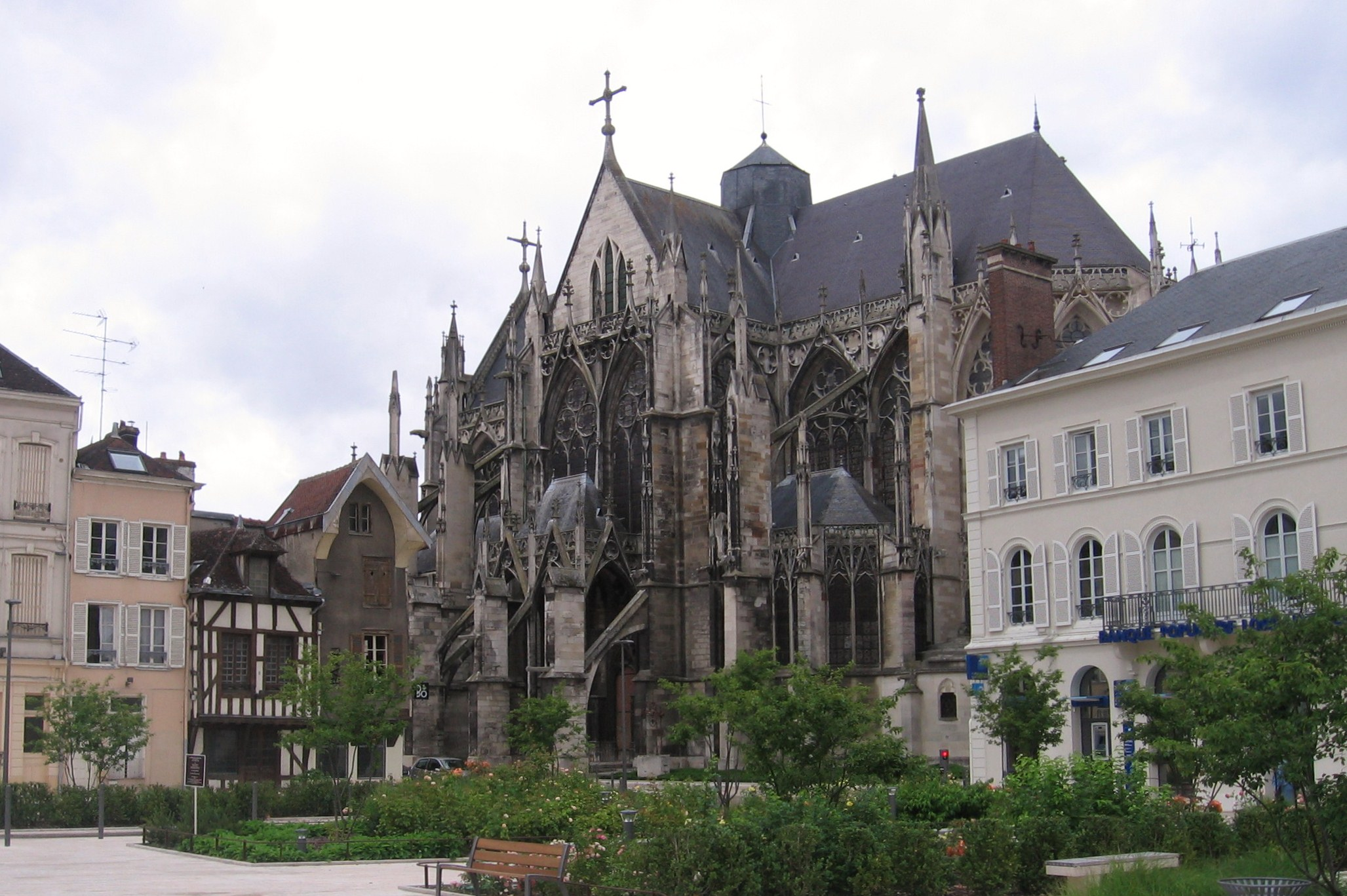
Базилика Святого Урбана
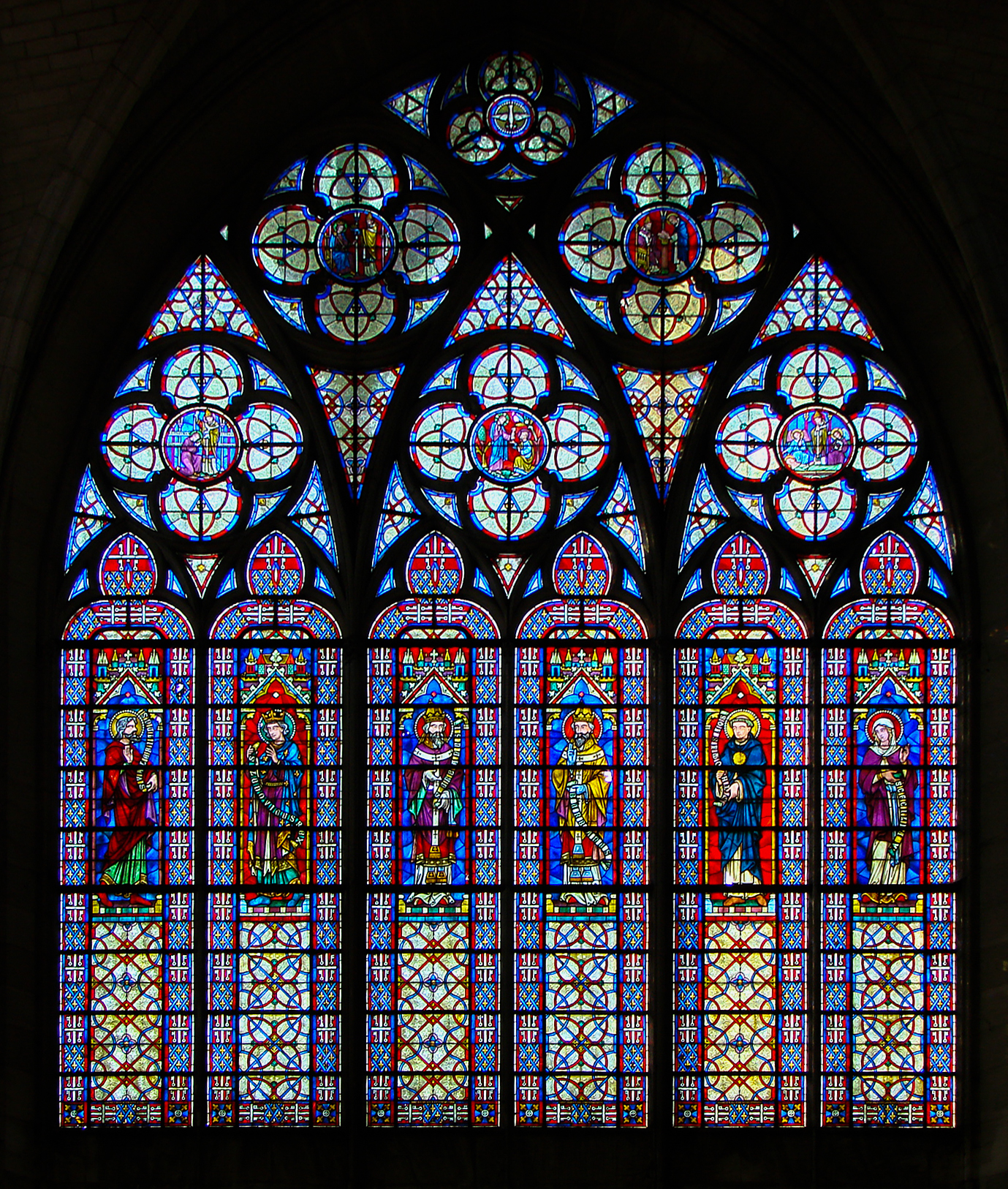
Витраж базилики Святого Урбана

#### Примечательные улицы и городская архитектура
Считающаяся самой узкой улицей города, улочка Кошек (фр. ruelle des Chats), наглядно показывает принцип застройки городских улиц в средние века, которые сужались к верху. Каждый следующий этаж выступал над улицей сильнее нижних этажей. Причина этого кроется в том, что налог на недвижимость взимался, исходя из площади дома на уровне почвы. Своим названием эта улочка обязана тому обстоятельству, что кошка могла перейти с одной стороны на другую, благодаря тому, что дома на уровне крыш почти соприкасались.
Улица rue Émile-Zola ещё в эпоху Средневековья была самой важной торговой улицей Труа. Она была реконструирована в 2003—2004 годах.
Музыкальный павильон был построен в 1887 году на площади возле сада jardin du Rocher. Разработанный архитектором Вермо на основе идеи Жан-Батиста Брисонне, павильон увенчан шестиугольной крышей из цинка и колокольней в форме позолоченной луковицы.

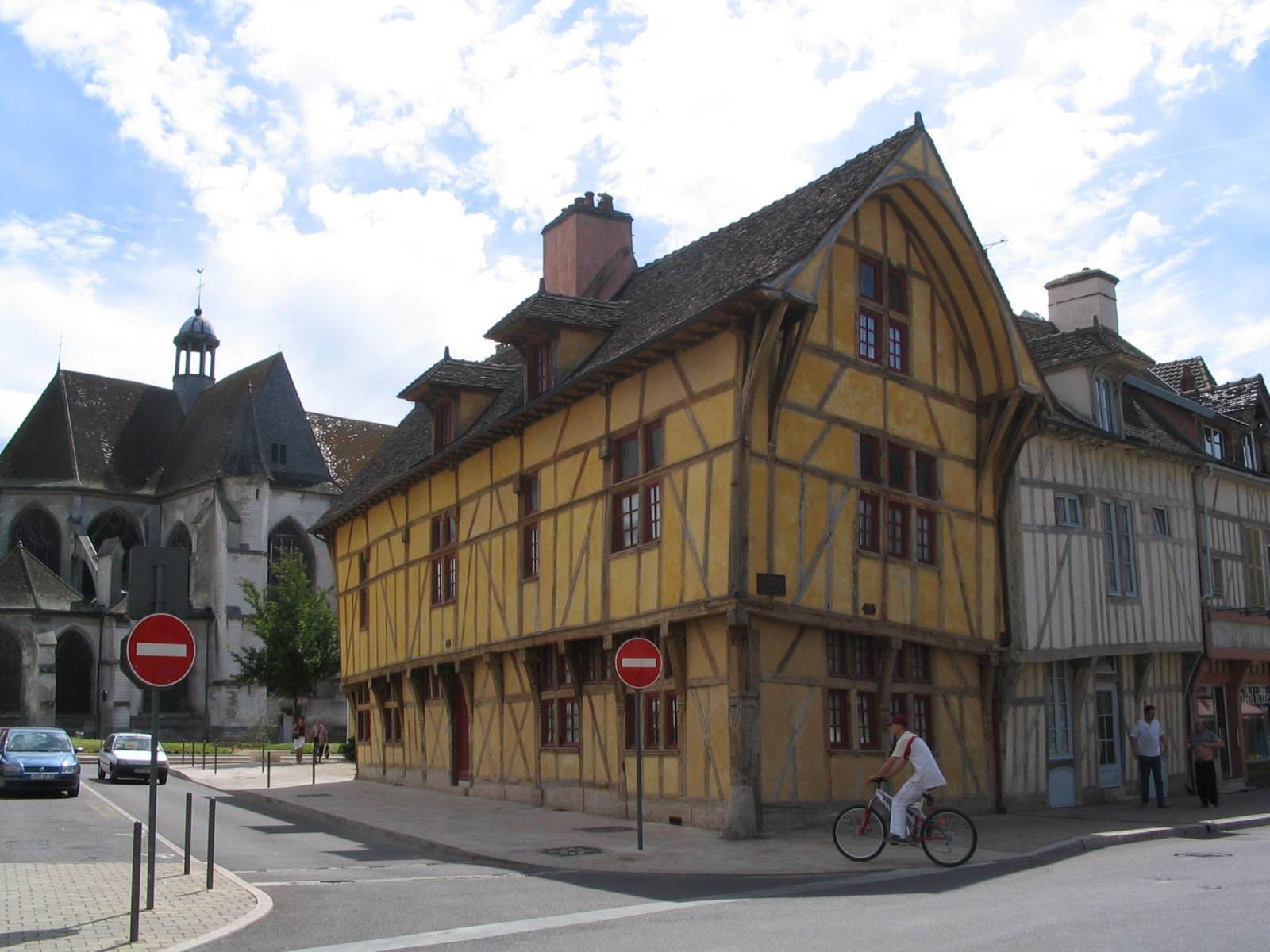
Традиционные городские дома
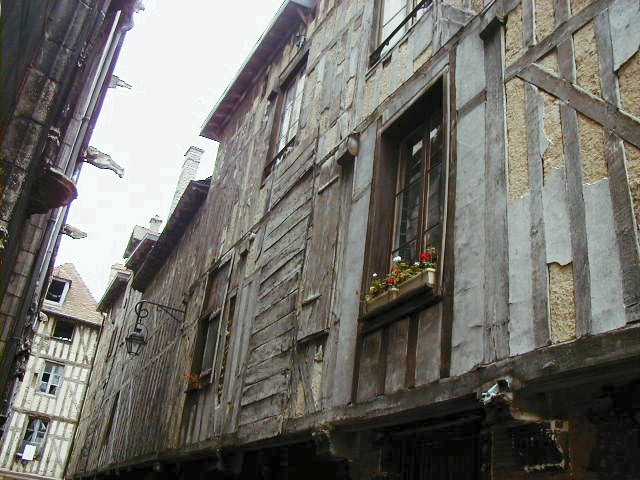
Переулок в Труа
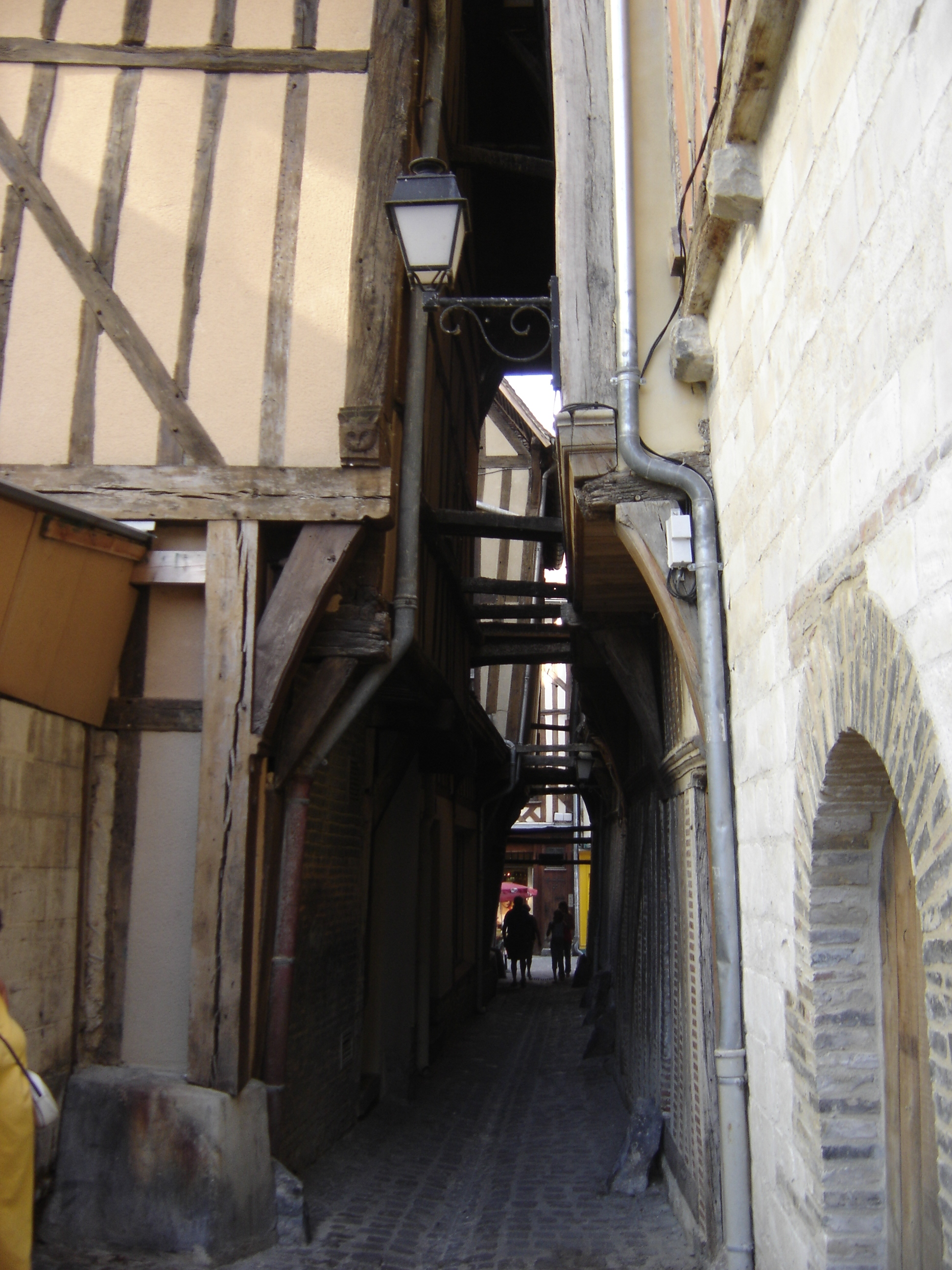
Улочка кошек
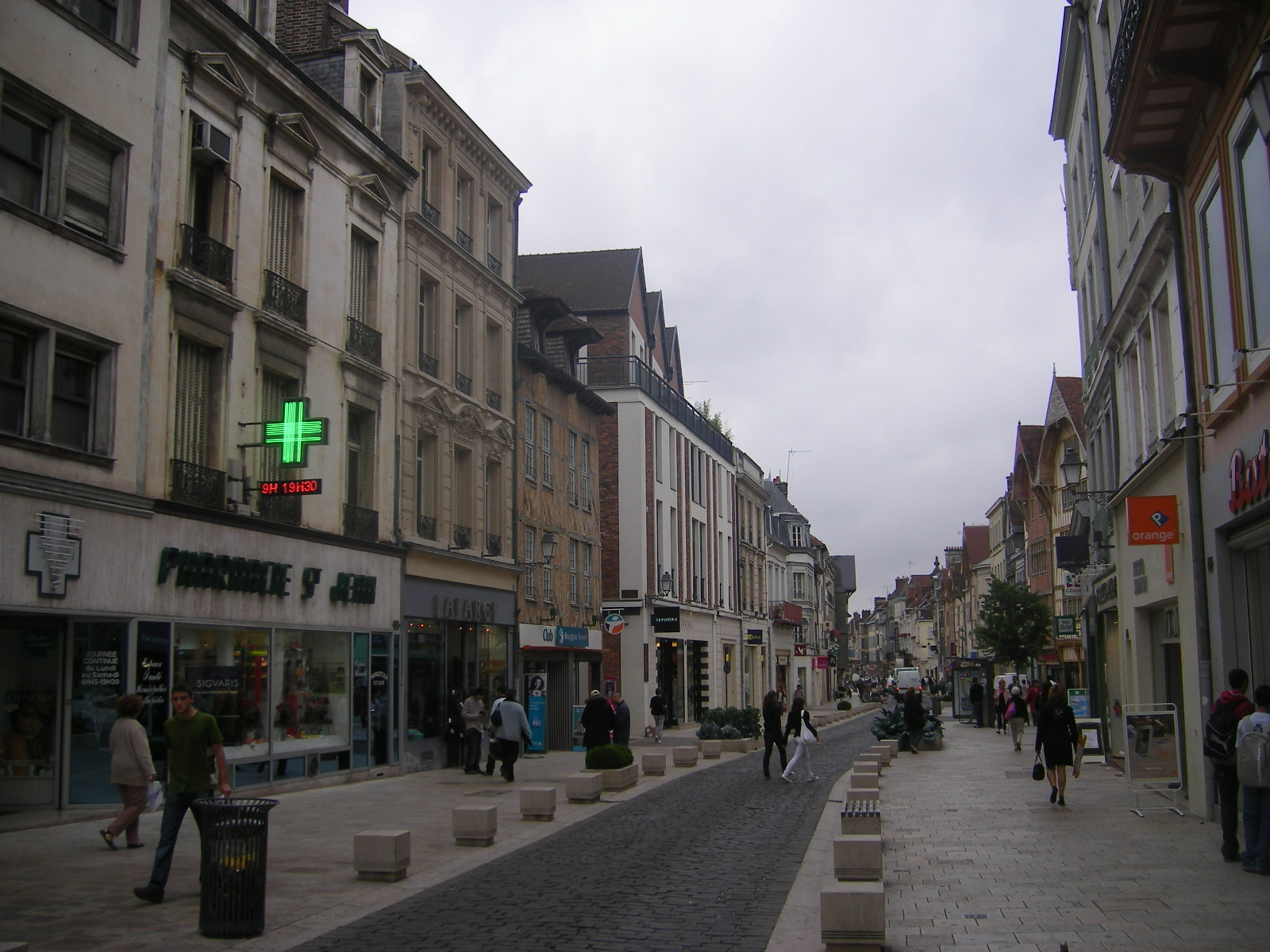
Улица Эмиля Золя

#### Музеи
В Труа находится 9 музеев, из которых четыре являются муниципальными. В них собраны экспонаты, представляющие богатое культурное наследие и историю города (археологические находки, предметы искусства, картины, скульптуры и прочее).
- Музей современного искусства[V 2];
- Музей рабочих инструментов и идей;
- Музей Волюизан, в котором находятся:
  - Музей истории Труа и провинции Шампань;
  - Музей чулок.
- Аптека в особняке «Hôtel-Dieu-le-Comte»[V 3];
- Музей Сен-Луп (Музей изящных искусств)[V 4], размещается в постройках старинного аббатства Сен-Луп;
- Музей Ди Марко[13].

#### Зелёные насаждения
Поблизости от Труа находится региональный природный парк Форе д’Ориан (занимаемая площадь 80000 га). Образованный в 1966 году, он является одним из первых природных парков во Франции.

### Гастрономия

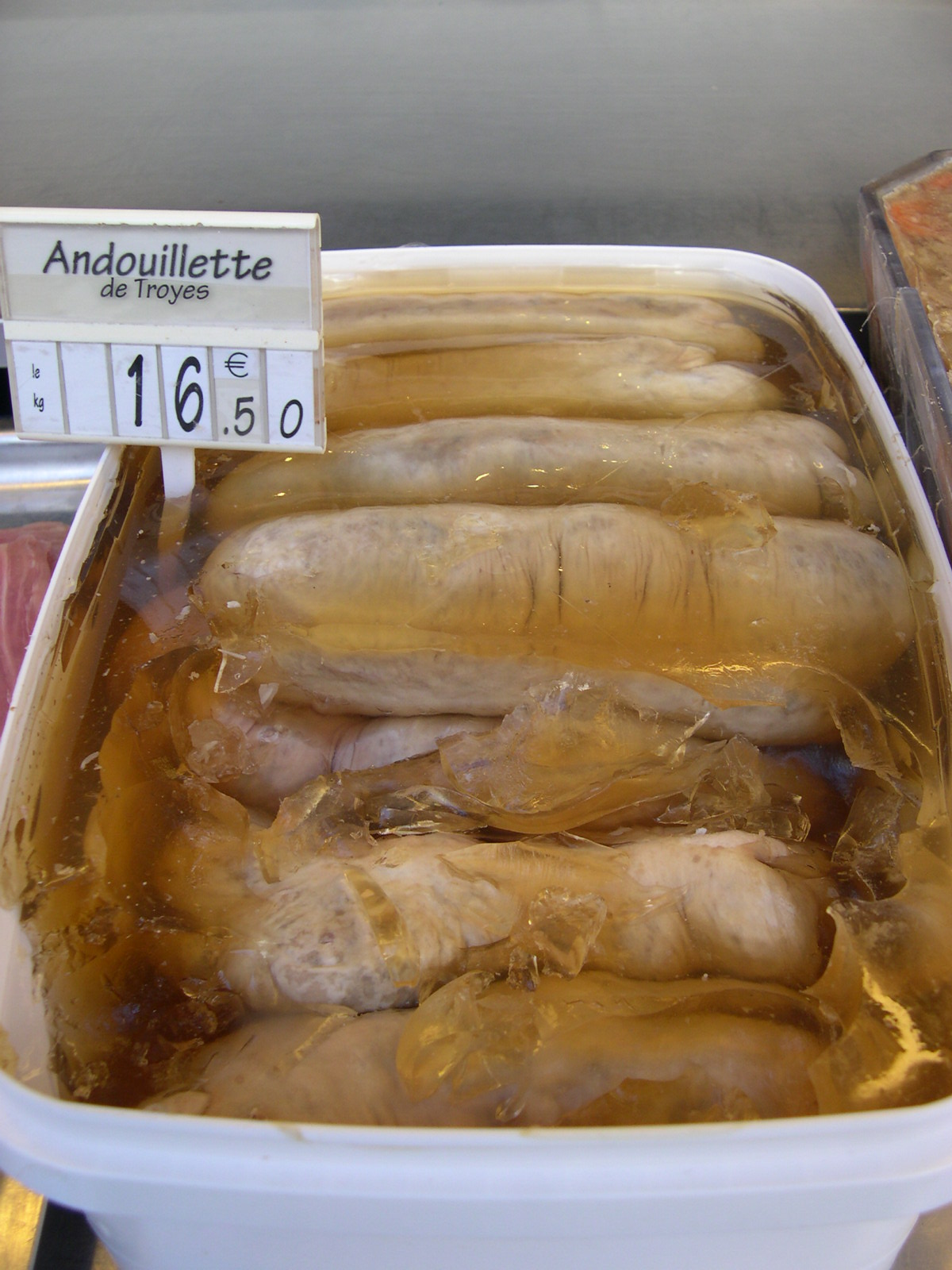
Колбаса Андулет из Труа

Важными элементами гастрономического наследия Труа и всего департамента Об являются шампанские вина, а также сидр, производимый в природном районе От (фр. Pays d'Othe). Игристое шампанское производится в трёх районах, находящихся возле Кот де Бар, и возле деревень Монгё и Вильнокс-ля-Гранд. В целом Обские виноградники занимают площадь 7132 га, что составляет 22 % от всех земель, где разрешено производить шампанское. Поэтому Труа и его департамент являются вторым по объёму производителем шампанских вин. Что касается сидра Pays d’Othe, его производят в регионе начиная с XVI века благодаря 50000 яблоням, урожай которых позволяет каждый год производить примерно 100 тысяч бутылок сидра. Также в регионе производятся розовое вино Rosé des Riceys (Розе де Рисе), которое входит в список лучших вин Франции, низкоалкогольный Cacibel, приготовляемый на основе сидра, чёрной смородины и мёда, а также ликёр prunelle de Troyes крепостью 40 °C, настаиваемый на косточках терновых ягод.
Колбаса Андулет из Труа традиционно приготовляется на основе нарезанных полосками свиных желудков, помещённых в синюгу (толстая кишка свиньи). Гастрономический критик Пьер-Брис Лебрюн, в своей работе L’andouillette de Troyes, указывает, что андулет производился и был весьма популярен в Труа ещё в XVI столетии.
Из популярных сыров Труа можно отметить шаурс, приготовляемый из коровьего молока мягкий сыр в корочке из плесени, который в 1996 году получил сертификат наименования, защищённого по происхождению (AOP). И, наконец, в гастрономии Труа можно упомянуть широко известную квашеную капусту по-Бриенски, шоколадную мастерскую Жако (входит в группу Cémoi), конопляное масло и ягнёнка по-Обски.

## Известные жители
- Святой Лу из Труа (фр. Loup de Troyes; ум. 478/479) — городской епископ, чья память отмечается католической церковью 29 июля.
- Еврейский раввин Раши, (инициалы от рабби Шломо Ицхока; 1040—1105) — комментатор Библии и Талмуда, глава талмудической школы (академии) в Труа.
- Святой Теобальд Прованский (фр. Thibaut de Provins; лат. Theobaldus; 1039—1066) — отшельник, канонизирован в 1073 году.
- Труа — столица Шампани, многие графы Шампани внесли свой вклад в развитие этой исторической провинции и её культуры.
  - Генрих I (граф Шампани) (1127—1181) — граф Шампани и Бри, участник Второго Крестового похода (1147—1149).
  - Тибо IV (граф Шампани) (1201—1253) — граф Шампани и Бри, поэт по прозвищу «принц труверов».
- Кретьен де Труа (ок. 1135 — ок. 1183) — выдающийся поэт XII века, автор рыцарских стихотворных романов об Артуре, Мерлине и Ланселоте.
- Братья Миньяр, Никола (фр. Nicolas Mignard; 1606—1668) и Миньяр, Пьер (1612—1695) — художники[19].
- Куэ, Эмиль (1857—1926) — психолог и фармацевт, разработавший метод психотерапии и личностного роста, основанный на самовнушении.
- Эррио, Эдуар (1872—1957) — государственный и политический деятель, премьер-министр.

Полный список см. фр. Liste de personnalités liées à Troyes (фр.)

## Города-побратимы
- Турне, Бельгия (1951)
- Дармштадт, Германия (1958)
- Алкмар, Нидерланды (1958)
- Зелёна-Гура, Польша (1970)
- Честерфилд, Великобритания (1978)

### Музеи города
1. ↑  Zone de protection du patrimoine architectural, urbain et paysager (ZPPAUP) (фр.). Дата обращения: 2 июня 2012. Архивировано из оригинала 12 июня 2011 года.
2. ↑  Музей современного искусства (фр.). Дата обращения: 2 июня 2012. Архивировано из оригинала 4 июля 2011 года.
3. ↑  Аптека (фр.). Дата обращения: 2 июня 2012. Архивировано из оригинала 21 сентября 2011 года.
4. ↑  Музей Сен-Луп (фр.). Дата обращения: 2 июня 2012. Архивировано из оригинала 3 июля 2011 года.

### Остальные примечания
1. ↑  Populations légales 2022 (фр.) — INSEE, 2024.
2. ↑  VISITING CARD brochuren — Troyes // tourism-troyes.com  (Дата обращения: 17 декабря 2010)
3. ↑  Troyes, capitale européenne des centres de marques Архивная копия от 22 ноября 2021 на Wayback Machine / Troyes La Champagne Tourisme
4. ↑  Didier Guy, Patrick Dupré. Troyes en Champagne. — La Maison du Boulanger. — С. 66. — ISBN 978-2-913052-21-5.
5. 1 2 3  Труа, город десяти церквей (фр.). Дата обращения: 2 июня 2012. Архивировано из оригинала 18 декабря 2012 года.
6. ↑  Didier Guy, Patrick Dupré. Troyes en Champagne. — La Maison du Boulanger. — С. 18. — ISBN 978-2-913052-21-5.
7. ↑  L’église Saint-Nizier de Troyes (фр.). Дата обращения: 2 июня 2012. Архивировано 25 июня 2012 года.
8. ↑  Amédée Aufauvre. Les tablettes historiques de Troyes depuis les temps anciens jusqu'à l'année 1855. — Éditeur Bouquot, 1858. — С. 29. Архивировано 20 февраля 2015 года.
9. ↑  Didier Guy, Patrick Dupré. Troyes en Champagne. — La Maison du Boulanger. — С. 124. — ISBN 978-2-913052-21-5.
10. ↑  Маленькая история кошек (фр.). Дата обращения: 2 июня 2012. Архивировано из оригинала 3 марта 2016 года.
11. ↑  Didier Guy, Patrick Dupré. Troyes en Champagne (англ.). — La Maison du Boulanger, 2013. — P. 96. — ISBN 978-2-913052-21-5.
12. ↑  Музыкальный павильон (фр.). Petit Patrimoine. Дата обращения: 2 июня 2012. Архивировано 25 июня 2012 года.
13. ↑  Домашняя страница (фр.). Сайт музея. Дата обращения: 2 июня 2012. Архивировано 13 октября 2008 года.
14. ↑  Шампанское (фр.). Сайт продуктов терруара Об. Дата обращения: 2 июня 2012. Архивировано 25 июня 2012 года.
15. ↑  Сидр Pays d'Othe (фр.). Сайт продуктов терруара Об. Дата обращения: 2 июня 2012. Архивировано 25 июня 2012 года.
16. ↑  Le Rosé des Riceys (фр.). champagne-les-riceys.com. Дата обращения: 2 июня 2012. Архивировано из оригинала 12 марта 2012 года.
17. ↑  Домашняя страница (фр.). Chemins gourmands, le site de la collection gourmande. Дата обращения: 2 июня 2012. Архивировано из оригинала 24 ноября 2015 года.
18. ↑  Шаурс (фр.). Сайт продуктов терруара Об. Дата обращения: 2 июня 2012. Архивировано 25 июня 2012 года.
19. ↑  Миньяр, французские художники // Энциклопедический словарь Брокгауза и Ефрона : в 86 т. (82 т. и 4 доп.). — СПб., 1890—1907.